# Galaxie 500
I Galaxie 500 sono stati un gruppo musicale statunitense alternative rock attivo dal 1987 al 1991, tra i maggiori ispiratori ed esponenti del genere slowcore.

## Storia
Il gruppo si è formato a New York nel 1987 dal chitarrista Dean Wareham, il batterista Damon Krukowski e la bassista Naomi Yang che si erano conosciuti sui banchi dell'Università di Harvard. Il nome del gruppo deriva da un modello di automobile della Ford.
Inviarono un demotape a Mark Kramer, boss della Shimmy Disc che apprezzandoli decise di produrre il loro primo singolo Tugboat nel febbraio del 1988, edito per Aurora. Fu seguito da un altro singolo Oblivious e finalmente dal loro primo album Today pubblicato per l'etichetta Aurora.
Dopo un tour in Europa firmarono per la Rough Trade, con la quale venne pubblicato il secondo disco On Fire sempre prodotto da Kramer e considerato il loro migliore .
In questo periodo registrarono due session da John Peel, che furono pubblicate nel 2005.
Nel 1990 tornarono negli Stati Uniti dove pubblicarono l'ultimo disco This Is Our Music, prima di sciogliersi nel 1991.
I componentiiniziarono carriere soliste. Wareham dopo una collaborazione con i Mercury Rev nel 1992 fondò i Luna. Krukowski e Yang formarono un duo, prima sotto lo pseudonimo di Pierre Etoile poi Damon and Naomi.

## Stile
Il loro suono, malinconico e triste, ispirato dalla psichedelia dei Velvet Underground e accostabile agli Spacemen 3, ispirò molti gruppi degli anni novanta come i Low,e contribuì a creare un sottogenere: lo slowcore.

## Formazione
- Dean Wareham - voce, chitarra
- Damon Krukowski - batteria, percussioni
- Naomi Yang - basso

## Discografia

### Album in studio
- 1988 - Today
- 1989 - On Fire
- 1990 - This Is Our Music

### Album dal vivo
- 1997 - Copenaghen 1990
- 2005 - John Peel Sessions

### Raccolte
- 1996 - Galaxie 500
- 1998 - The Portable Galaxie 500
- 2004 - Uncollected

### EP
- 1990 - Blue Thunder

### Singoli
- 1988 - Tugboat/King of Spain
- 1990 - Blue Thunder
- 1990 - Fourth of July
- 1990 - Rain